# Базовик
Базовик је насеље Града Пирота у Пиротском округу. Према попису из 2022. има 41 становника (према попису из 2002. било је 203 становника).
Овде се налазе Манастир Светог Онуфрија, Запис миро храст на Пупунку (Базовик), Запис оброк на Балботници северни (Базовик), Запис оброк на Балботници јужни (Базовик), Запис миро Ставрића крушка (Базовик), Запис Ставрића оброк северни (Базовик), Запис Ставрића оброк јужни (Базовик), Запис миро Костића крушка (Базовик), Запис миро Ранђеловића храст (Базовик), Запис Ранђеловића оброк источни (Базовик), Запис Ранђеловића оброк западни (Базовик), Запис миро Јеленковића храст (Базовик), Запис Јеленковића оброк 1945 Топила (Базовик), Запис оброк на Пупунку (Базовик).

## Демографија
У насељу Базовик живи 197 пунолетних становника, а просечна старост становништва износи 63,5 година (62,6 код мушкараца и 64,6 код жена). У насељу има 114 домаћинстава, а просечан број чланова по домаћинству је 1,78.
Ово насеље је у потпуности насељено Србима (према попису из 2002. године), а у последња три пописа, примећен је пад у броју становника.
|  |

| Демографија | Демографија | Демографија |
| Година      | Становника  | Становника  |
| ----------- | ----------- | ----------- |
| 1948.       | 1.072       |             |
| 1953.       | 1.078       |             |
| 1961.       | 1.009       |             |
| 1971.       | 820         |             |
| 1981.       | 540         |             |
| 1991.       | 336         | 335         |
| 2002.       | 203         | 203         |

| Етнички састав према попису из 2002.‍ | Етнички састав према попису из 2002.‍ | Етнички састав према попису из 2002.‍ | Етнички састав према попису из 2002.‍ | Етнички састав према попису из 2002.‍ |
| ------------------------------------ | ------------------------------------ | ------------------------------------ | ------------------------------------ | ------------------------------------ |
|                                      |                                      |                                      |                                      |                                      |
| Срби                                 | Срби                                 |                                      | 203                                  | 100,0%                               |
| непознато                            | непознато                            |                                      | 0                                    | 0,0%                                 |

| Година пописа     | 1948. | 1953. | 1961. | 1971. | 1981. | 1991. | 2002. |
| ----------------- | ----- | ----- | ----- | ----- | ----- | ----- | ----- |
| Број домаћинстава | 168   | 179   | 190   | 188   | 168   | 153   | 114   |

| Број чланова      | 1  | 2  | 3 | 4 | 5 | 6 | 7 | 8 | 9 | 10 и више | Просек |
| ----------------- | -- | -- | - | - | - | - | - | - | - | --------- | ------ |
| Број домаћинстава | 49 | 50 | 8 | 6 | 0 | 1 | 0 | 0 | 0 | 0         | 1,78   |

| Пол    | Укупно | Неожењен/Неудата | Ожењен/Удата | Удовац/Удовица | Разведен/Разведена | Непознато |
| ------ | ------ | ---------------- | ------------ | -------------- | ------------------ | --------- |
| Мушки  | 106    | 16               | 63           | 24             | 2                  | 1         |
| Женски | 92     | 2                | 64           | 22             | 2                  | 2         |
| УКУПНО | 198    | 18               | 127          | 46             | 4                  | 3         |

| Пол    | Укупно                    | Пољопривреда, лов и шумарство | Рибарство                            | Вађење руде и камена | Прерађивачка индустрија       |
| ------ | ------------------------- | ----------------------------- | ------------------------------------ | -------------------- | ----------------------------- |
| Мушки  | 44                        | 33                            | 0                                    | 0                    | 1                             |
| Женски | 11                        | 11                            | 0                                    | 0                    | 0                             |
| УКУПНО | 55                        | 44                            | 0                                    | 0                    | 1                             |
| Пол    | Производња и снабдевање   | Грађевинарство                | Трговина                             | Хотели и ресторани   | Саобраћај, складиштење и везе |
| Мушки  | 0                         | 3                             | 2                                    | 0                    | 2                             |
| Женски | 0                         | 0                             | 0                                    | 0                    | 0                             |
| УКУПНО | 0                         | 3                             | 2                                    | 0                    | 2                             |
| Пол    | Финансијско посредовање   | Некретнине                    | Државна управа и одбрана             | Образовање           | Здравствени и социјални рад   |
| Мушки  | 0                         | 0                             | 1                                    | 0                    | 0                             |
| Женски | 0                         | 0                             | 0                                    | 0                    | 0                             |
| УКУПНО | 0                         | 0                             | 1                                    | 0                    | 0                             |
| Пол    | Остале услужне активности | Приватна домаћинства          | Екстериторијалне организације и тела | Непознато            | Непознато                     |
| Мушки  | 0                         | 0                             | 0                                    | 2                    | 2                             |
| Женски | 0                         | 0                             | 0                                    | 0                    | 0                             |
| УКУПНО | 0                         | 0                             | 0                                    | 2                    | 2                             |

## Културне референце
- Базовик се спомиње као једна од локација радње у роману Бекства Оскара Давича.[4]